# Fort Nez-Percés
Ne doit pas être confondu avec Fort Walla Walla.

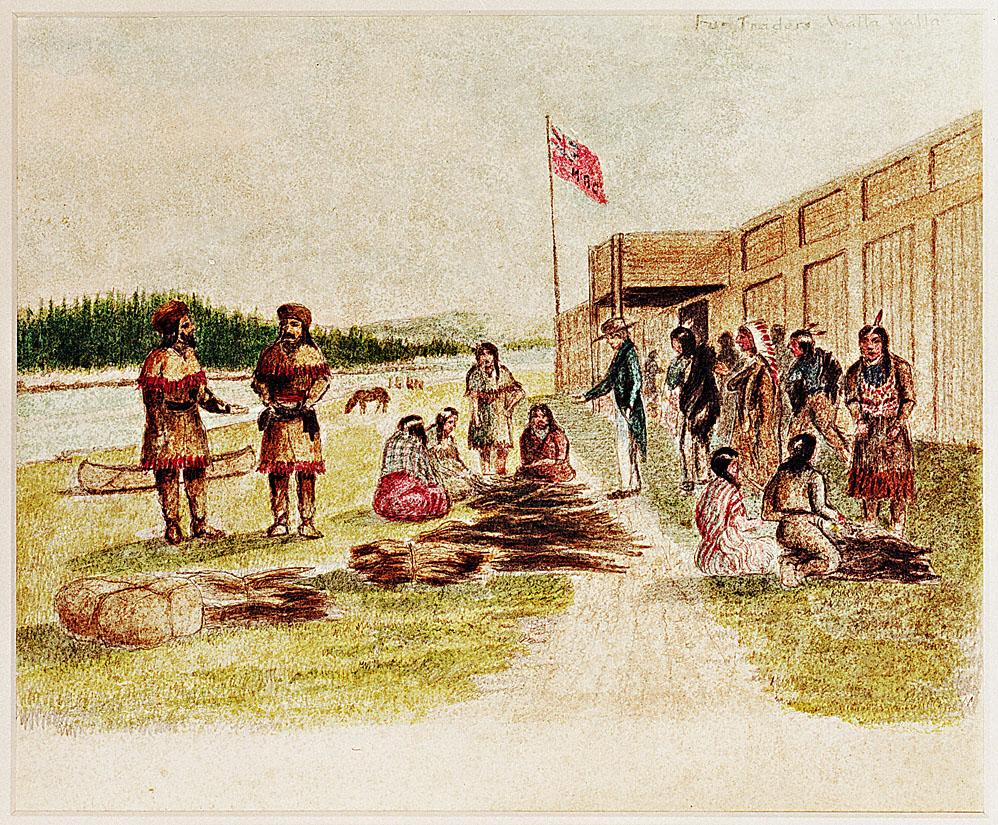
Commerce de fourrures à Fort Nez-Percés en 1841.

Fort Nez-Percés, parfois appelé Fort Nez-Percé, nommé d'après la tribu des Nez-Percés et connu plus tard sous le nom de Fort Walla Walla, est un poste de traite fortifié de la Compagnie de la Baie d'Hudson situé sur le fleuve Columbia, près de ce qui est aujourd'hui Wallula dans l'État de Washington. Il était le lieu d'échange de fourrures avec les Amérindiens et servit de 1818 jusqu'en 1857.
C'est un arrêt important de la route de la York Factory Express.